# Cerevîcine, Odesa
Cerevîcine (în ucraineană Черевичне) este un sat în comuna Usatove din raionul Odesa, regiunea Odesa, Ucraina.

## Demografie
Componența lingvistică a localității Cerevîcine
     Ucraineană (82,59%)
     Rusă (17,04%)
Conform recensământului din 2001, majoritatea populației localității Cerevîcine era vorbitoare de ucraineană (82,59%), existând în minoritate și vorbitori de rusă (17,04%).